# Dorfkirche Möllendorf

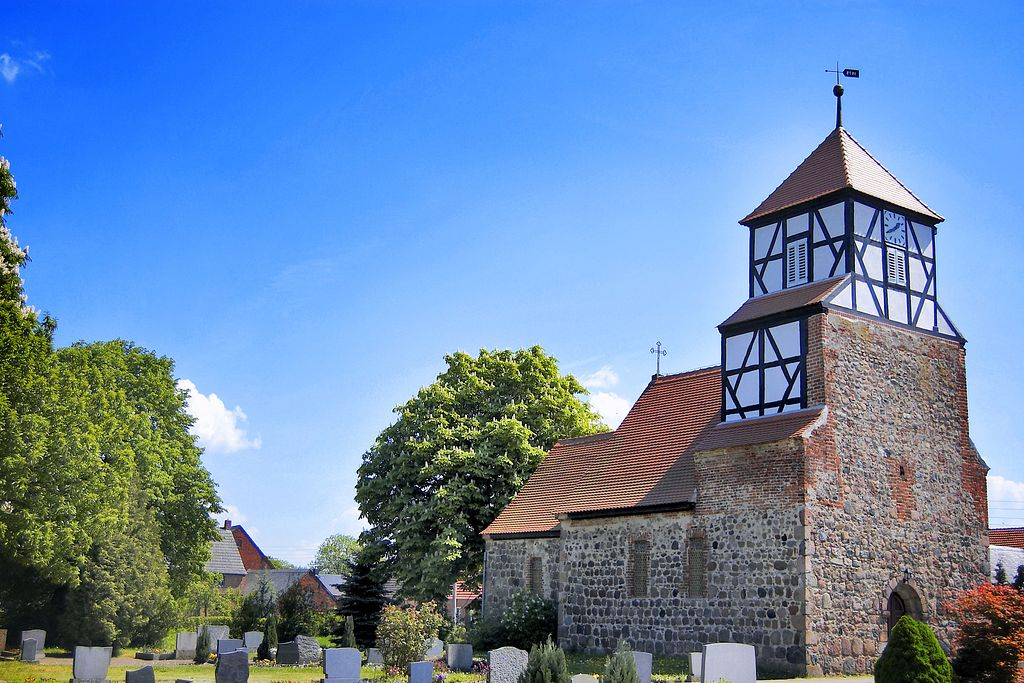
Dorfkirche Möllendorf

Die evangelische Dorfkirche Möllendorf ist eine romanische Saalkirche im Ortsteil Möllendorf der Gemeinde Goldbeck im Landkreis Stendal in Sachsen-Anhalt. Sie gehört zum Pfarrbereich Klein Schwechten im Kirchenkreis Stendal der Evangelischen Kirche in Mitteldeutschland.

## Geschichte und Architektur
Die Kirche ist ein kleines romanisches Feldsteinbauwerk aus einem kurzen Schiff und einem quadratischen, eingezogenen Chor vom Ende des 12. Jahrhunderts. Über der Westfassade war ein vermutlich ursprünglicher oder gotischer Glockengiebel angeordnet, der 1747 zu einem wuchtigen zweigeschossigen Turmaufsatz aus Fachwerk erweitert wurde. Die Fenster wurden verändert, das Nordportal erneuert; die Kirche wird heute durch ein Westportal von 1863 erschlossen. Das Bauwerk wurde 1979 restauriert.
Das Innere wird durch je ein kuppeliges Kreuzgewölbe über Chor und Schiff geschlossen. Der Raumeindruck wird wesentlich durch die Ausmalung des ausgehenden 15. Jahrhunderts bestimmt, die in den Jahren 1932/1933 und 1970 freigelegt wurde. Die Szenen zeigen eine volkstümliche Erzählweise; die einzelnen Figuren sind derb und naiv ausgeführt, das Ganze ist jedoch reizvoll. Im Chor an der Ostwand und am östlichen Teil des Chorgewölbes ist das Jüngste Gericht mit Deesis dargestellt, an der Nord- und Südwand Passionsszenen, die sich an der Laibung des Triumphbogens und an den Wänden des Schiffs, hier auch mit einer zweiten Bilderreihe mit Aposteln und Heiligen darüber, fortsetzen. Über dem Triumphbogen ist ein Kruzifixus als Wandgemälde dargestellt, das ebenfalls bis in die Gewölbezone hineinreicht.

## Ausstattung
Hauptstück der Ausstattung war ein barocker Kanzelaltar aus der Zeit um 1720 mit geschnitzten Akanthuswangen, der 1971 entfernt wurde. Ein repräsentativer Figurengrabstein wurde als Epitaph für den gefallenen und in Königsberg beigesetzten Obristen Erdmann Christoff von Dalchau († 1679) ausgeführt. In den Ecken sind die Wappen derer von Dalchow, von Lüderitz, von Kannenberg und von Barsewisch angebracht. Eine Bronzeglocke von 1474 ist außerdem erhalten.